# Мадейра (кекс)
Кекс Мадейра (англ. Madeira cake) — традиційний британський та ірландський кекс, близький до фунтового кексу.

## Історія
З'явився у XVIII або XIX столітті і подавався зазвичай з мадерою вином, звідки і назва. Оскільки назви вина (мадера) та португальського острова, на якому його роблять (Мадейра) англійською пишуться однаково, згодом з'явилася версія про безпосередній зв'язок кексу з цим островом. Однак, насправді на самій Мадейрі поширений зовсім інший десертний пиріг — болу-де-мел, який не має з кексом Мадера нічого спільного.
Один із перших рецептів кексу опублікований у 1845 в кулінарній книзі Елізи Актон. Кекс, згідно з цим рецептом, випікався з борошна, яєць, цукру, олії, цедри та соди.
На сьогоднішній день кекс Мадейру зазвичай подають до чаю, або з лікерами, і майже ніколи – з мадейрою.